# Surena Corcorúnio
Surena (em latim: Surena; em grego: Σουρήνᾱς; romaniz.: Sourénās; em armênio: Սուրեն; romaniz.: Surе̄n) foi um nobre armênio (nacarar) do século IV da família Corcorúnio, ativo no correinado de Ársaces III (r. 378–387) e Cosroes IV (r. 385–389).

## Nome
Surena é a forma latina do parta, persa médio e siríaco Surém (Sūrēn), que derivou do iraniano antigo Suraina (*Sūr-aina-; de *sūra-, "forte, heroico"). Essas formas podem ter se originado da junção de *sūra- com a partícula sufixal -ēn. Foi registrado em bactrio como Soreno (Σορηνο), em grego como Surenas (Σουρήνᾱς; Sourénās) e em armênio como Surém (Սուրեն, Surēn). Nos Períodos Arsácida e Sassânida, em geral tratava-se de um sobrenome de uma das grandes famílias de origem parta que governavam o planalto Iraniano.

## Contexto

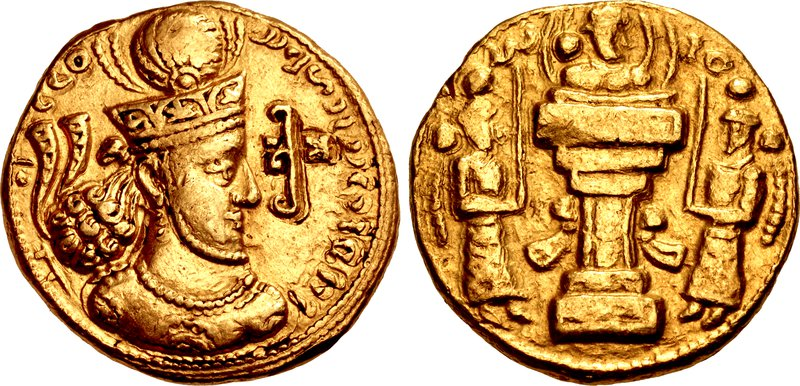
Dinar de r.

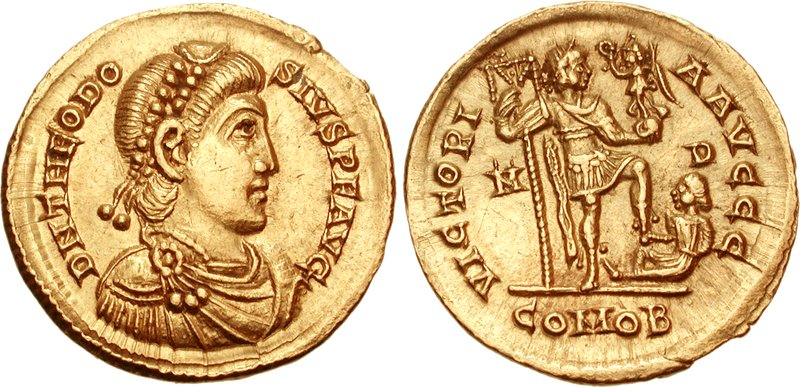
Soldo de Teodósio I r.

Em 387 foi firmada a Paz de Acilisena entre o imperador Teodósio I (r. 378–395) e o xainxá Sapor III (r. 373–378) que dividiu o Reino da Armênia em duas zonas de influência, a romana (ocidental) e a sassânida (oriental). Na porção ocidental, governou Ársaces III (r. 378–387), enquanto na oriental, Cosroes IV (r. 385–389). Parte da nobreza armênia decidiu permanecer junto de Ársaces, enquanto outros optaram por permanecer com Cosroes.

## Vida
A parentela de Surena é desconhecida, exceto que pertenceu à família Corcorúnio. Quando ocorreu a divisão da Armênia, Isaque I optou por permanecer com Ársaces, mas ao ser falsamente acusado por seus parentes de Sispiritis perante o rei, quis fugir à Armênia Oriental e recebeu ajuda de Surena, Vaanes e Axídares. Durante a tentativa de fuga, foram impedidos pelo exército de Ársaces e foram obrigados a esperar um momento mais oportuno. Isaque conseguiria fugir primeiro, mas os demais continuaram esperando. Quando Ársaces começou a transferir seu tesouro da fortaleza de Ani (atual Quema, na Turquia) para Sofena, os três o roubaram e fugiram sob perseguição de Samuel Mamicônio. Esconderam-se numa caverna e foram sitiados pelas forças de Samuel até que foram resgatados por Isaque acompanhado do exército de Cosroes. Depois, foram escoltados à corte de Cosroes, que os recebeu com louvor pelo feito.